# فهرست نمایندگی‌های دیپلماتیک در اسرائیل

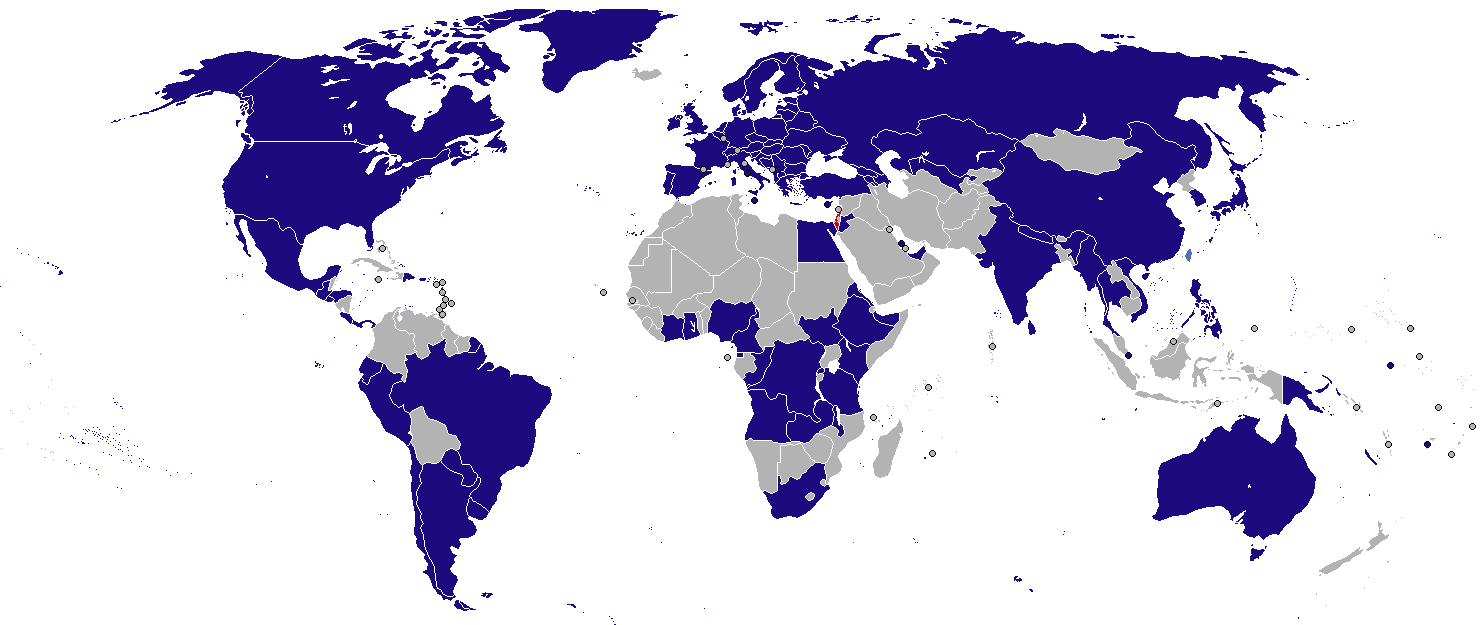
نقشه کشورهای دارای نمایندگی‌های دیپلماتیک در اسرائیل

نمایندگی‌های دیپلماتیک در اسرائیل سفارت‌ها، سرکنسولگری‌ها و دفاتر دیپلماتیک کشورهای جهان در اسرائیل هستند. در حال حاضر ۹۷ سفارت در اسرائیل وجود دارد که از این تعداد، ۹۱ سفارت در شهر تل‌آویو یا استان تل‌آویو و ۵ سفارت در اورشلیم واقع شده‌اند. برخی از کشورها علاوه بر سفارت، در ایلات، حیفا یا اورشلیم کنسولگری نیز دارند.
در ۶ دسامبر ۲۰۱۷، رئیس‌جمهور ایالات متحده آمریکا، دونالد ترامپ به رسمیت شناختن اورشلیم به عنوان پایتخت اسرائیل توسط آمریکا و انتقال سفارت ایالات متحده آمریکا در تل آویو به اورشلیم را اعلام کرد که در ۱۴ مه ۲۰۱۸ به وقوع پیوست. در آوریل ۲۰۱۸، گواتمالا اعلام کرد که سفارتش به اورشلیم منتقل خواهد شد که در ماه بعد صورت گرفت. هندوراس در ژوئن ۲۰۲۱، این کار را انجام داد و برزیل،مجارستان، مولداوی و رومانی نیز قصد انتقال سفارت به اورشلیم را دارند. همچنین سفارت پاراگوئه برای مدت کوتاهی در سال ۲۰۱۸ در اورشلیم مستقر شد و سپس پس از چند ماه به تل‌آویو بازگشت. سایر کشورها از جمله ارمنستان، اوگاندا، روآندا و صربستان نیز گفته‌اند که این کار را انجام خواهند داد اما سورینام از انتقال سفارت خودداری کرده است. چند کشور دیگر مانند مجارستان و استرالیا، دفاتر تجاری و دفاعی رسمی و شعبه‌های سفارت‌های خود را در اورشلیم افتتاح کرده‌اند.
۱۲ کشور دارای کنسولگری‌های افتخاری معتبر در اورشلیم و ۹ کشور دارای کنسولگری معتبر در کرانه باختری و نوار غزه هستند. این موارد به‌عنوان نمایندگی‌های دیپلماتیک در اسرائیل در نظر گرفته نمی‌شوند، اما در محدوده شهرداری اورشلیم قرار دارند.

## سفارت‌ها

### در اورشلیم
- گواتمالا[۴]
- هندوراس[۸]
- کوزوو[۹][۱۰]
- ایالات متحده آمریکا[۱۱]

### در شهر تل‌آویو یا استان تل‌آویو
- آلبانی (رمت گن)
- آنگولا
- آرژانتین (هرتزلیا)
- ارمنستان
- استرالیا
- اتریش
- جمهوری آذربایجان
- بحرین
- بلاروس
- بلژیک (رمت گن)
- بوسنی و هرزگوین
- برزیل
- بلغارستان
- کامرون (رمت گن)
- کانادا
- چاد (رمت گن)
- شیلی
- چین
- کلمبیا (رمت گن)
- جمهوری کنگو (هرتزلیا)
- جمهوری دموکراتیک کنگو
- کاستاریکا
- کرواسی
- قبرس
- جمهوری چک
- دانمارک
- جمهوری دومینیکن
- اکوادور
- مصر
- السالوادور (هرتزلیا)
- گینه استوایی
- اریتره
- استونی
- اتیوپی
- فنلاند
- فرانسه
- گرجستان
- آلمان
- غنا (رمت گن)
- یونان
- سریر مقدس
- مجارستان
- هند
- جمهوری ایرلند (رمت گن)
- ایتالیا
- ساحل عاج
- ژاپن
- اردن (رمت گن)
- قزاقستان
- کنیا (رمت گن)
- لتونی
- لیتوانی (رمت گن)
- مالت
- مکزیک
- مولدووا
- میانمار
- نپال
- هلند (رمت گن)
- نیجریه
- مقدونیه شمالی (رمت گن)
- نروژ
- پاناما
- پاراگوئه
- پرو
- فیلیپین
- لهستان
- پرتغال
- رومانی
- روسیه
- رواندا
- صربستان
- سنگاپور
- اسلواکی
- اسلوونی
- آفریقای جنوبی

(رمت گن)
- کره جنوبی (هرتزلیا)
- سودان جنوبی
- اسپانیا
- سری‌لانکا
- سوئد
- سوئیس
- تانزانیا
- تایلند
- ترکیه
- اوکراین
- امارات متحده عربی
- بریتانیا
- اروگوئه
- ازبکستان
- ویتنام
- زامبیا

## دفاتر دیپلماتیک در اورشلیم
چندین کشور قصد دارند دفاتر تجاری یا فرهنگی در اورشلیم ایجاد کنند یا اعلام کرده‌اند که برخی از آنها دارای وضعیت دیپلماتیک به عنوان گسترش سفارتشان در خارج از شهر هستند. بیشتر این نمایندگی‌ها پس از انتقال سفارت آمریکا به اورشلیم در سال ۲۰۱۹ صورت گرفت:
- استرالیا (دفتر تجاری و دفاعی)[۱۳][۱۴]
- برزیل (دفتر تجاری)[۱۵]
- بلغارستان (دفتر دیپلماتیک)[۱۶]
- کلمبیا (دفتر تجاری)[۱۷]
- جمهوری چک (شعبه سفارت)[۱۸]
- اکوادور (دفتر جدید)[۱۹]
- جزایر فارو (دفتر نمایندگی)[۲۰]
- گرجستان (دفتر فرهنگی)[۲۱]
- مجارستان (دفتر تجاری)[۲۲]
- ایتالیا (دفتر جدید: مرکز ایتالیا)[۲۳]
- پاراگوئه (دفتر تجاری)[۲۴]
- صربستان (دفتر تجاری)[۲۵]
- اسلواکی (دفتر فرهنگی: مؤسسه اسلواکی)[۲۶]
- اوکراین (دفتر دیپلماتیک)[۲۷]
- اروگوئه (دفتر تجاری)[۲۸]

### نمایندگی‌های در حال افتتاح
- جمهوری دموکراتیک کنگو (دفتر تجاری)[۲۹]
- روسیه (شعبه سفارت)[۳۰]

## سفارت‌های در حال افتتاح

### در تل‌آویو
- قرقیزستان[۳۱]
- مراکش[۳۲]
- سودان[۳۳]
- ترکمنستان[۳۴]

### در اورشلیم
- بوسنی و هرزگوین[۳۵]
- جمهوری چک[۳۶]
- جمهوری دومینیکن[۳۷]
- گینه استوایی[۳۸]
- فیجی[۳۹]
- مجارستان[۴۰]
- لیبریا[۴۱]
- مالاوی[۴۲][۴۳]
- پاپوآ گینه نو[۴۴]
- پاراگوئه[۴۵]
- اسلواکی[۴۶]
- رواندا[۴۷]
- توگو[۴۸][۴۹]
- اوگاندا[۵۰]

## سرکنسولگری‌ها

### درایلات
- مصر

### درحیفا
- فرانسه
- روسیه
- رومانی
- امارات متحده عربی (در حال افتتاح)[۵۱]

### دراورشلیم
کشورهای زیر علاوه بر داشتن سفارت، یک کنسولگری هم در محدوده شهرداری اورشلیم دارند اما فقط در شهر اورشلیم، کرانه باختری و نوار غزه معتبر هستند. این نمایندگی‌ها مستقیماً در تشکیلات خودگردان فلسطینی و همچنین اسرائیل اعتبار ندارند. بین سال‌های ۱۸۴۴ تا ۲۰۱۹، آمریکا، یک سرکنسولگری در اورشلیم داشت که با فلسطینی‌ها در ارتباط بود. در مارس ۲۰۱۹، سرکنسولگری در سفارت جدید آمریکا در اورشلیم ادغام شد و بسیاری از مسئولیت‌های آن توسط واحد جدید امور فلسطین سفارت بر عهده گرفته شد.
- بلژیک[۵۳]
- فرانسه[۵۴]
- یونان[۵۵]
- سریر مقدس (نونسیو)
- ایتالیا[۵۶]
- اسپانیا[۵۷]
- سوئد[۵۸]
- ترکیه[۵۹]
- بریتانیا[۶۰]

### در تل‌آویو
- ایالات متحده آمریکا (شعبه سفارت)[۱۱]

## دفاتر اقتصادی و نمایندگی
- سازمان ملل متحد (نمایندگی کمیساریای عالی سازمان ملل متحد برای پناهندگان) – تل‌آویو
- اتحادیه اروپا

(هیئت نمایندگی) – تل‌آویو
- تایوان (دفتر اقتصادی و فرهنگی) – تل‌آویو
- نهضت بین‌المللی صلیب سرخ و هلال احمر (هیئت نمایندگی) – تل‌آویو و اورشلیم[۶۱]
- آبخاز (دفتر نمایندگی)[۶۲]
- لوکزامبورگ (دفتر تجاری و سرمایه‌گذاری) – تل‌آویو
- مراکش (دفتر رابط) – تل‌آویو

## سفارت‌های غیرمقیم
مقیم آنکارا در ترکیه:
- قرقیزستان
- مغولستان[۶۳]
- نیوزیلند[۶۴]
- تاجیکستان
- ترکمنستان

مقیم قاهره در مصر:
- بورکینافاسو
- کامبوج
- موزامبیک
- نامیبیا
- سنگال
- اوگاندا
- زیمبابوه[۶۳]

مقیم لندن در بریتانیا:
- باربادوس
- بلیز
- بوتسوانا
- گامبیا
- سیرالئون

مقیم پاریس در فرانسه:
- گینه
- گینه بیسائو
- لائوس
- ماداگاسکار
- توگو

مقیم رم در ایتالیا:
- بنین
- گابن
- لسوتو

مقیم سایر شهرها:
- بوتان (کشور) (دهلی نو)
- بوروندی (آدیس آبابا)[۶۵]
- کیپ ورد (واشینگتن، دی.سی.)
- اسواتینی (آدیس آبابا)
- گرنادا (شیکاگو)[۶۶]
- ایسلند (استکهلم)
- جامائیکا (برلین)
- ایالات فدرال میکرونزی (سووا)
- مونته‌نگرو (بروکسل)[۶۷]
- مالاوی (نایروبی)
- نیکاراگوئه (رام‌الله)
- پالائو (نیویورک)[۶۳]

## نمایندگی‌های سابق
| شهر میزبان | کشور صاحب نمایندگی  | نوع نمایندگی | سال تعطیل‌شدن | منبع          |
| ---------- | ------------------- | ------------ | ------------ | ------------- |
| اورشلیم    | کامبوج              | سفارت        | ۱۹۷۵         | [ ۶۸ ] [ ۶۹ ] |
| تل‌آویو     | ایران               | سفارت        | ۱۹۷۹         | [ ۷۰ ]        |
| تل‌آویو     | موریتانی            | سفارت        | ۲۰۰۹         | [ ۷۱ ]        |
| تل‌آویو     | قطر                 | دفتر تجاری   | ۲۰۰۰         | [ ۷۲ ]        |
| تل‌آویو     | تونس                | دفتر رابط    | ۲۰۰۰         | [ ۷۳ ]        |
| تل‌آویو     | ونزوئلا             | سفارت        | ۲۰۰۹         | [ ۷۴ ]        |
| حیفا       | اوکراین             | سرکنسولگری   | ۲۰۱۴         | [ ۷۵ ] [ ۷۶ ] |
| حیفا       | ایالات متحده آمریکا | آژانس کنسولی | ۲۰۱۹         | [ ۷۷ ]        |